# Genkei Masamune
Genkei Masamune (japonès: 正宗 厳敬, Masamune Genkei; Era Meiji 32, 1899 - Era Heisei 5, 1993) va ser un botànic, pteridòleg japonès.

## Biografia
Va treballar a Formosa i més tard, després de la segona guerra mundial, a Taiwan. Va desenvolupar exhaustius índexs botànics de Borneo i de Taiwan, com així mateix en la identificació i classificació d'un gran nombre de noves espècies.

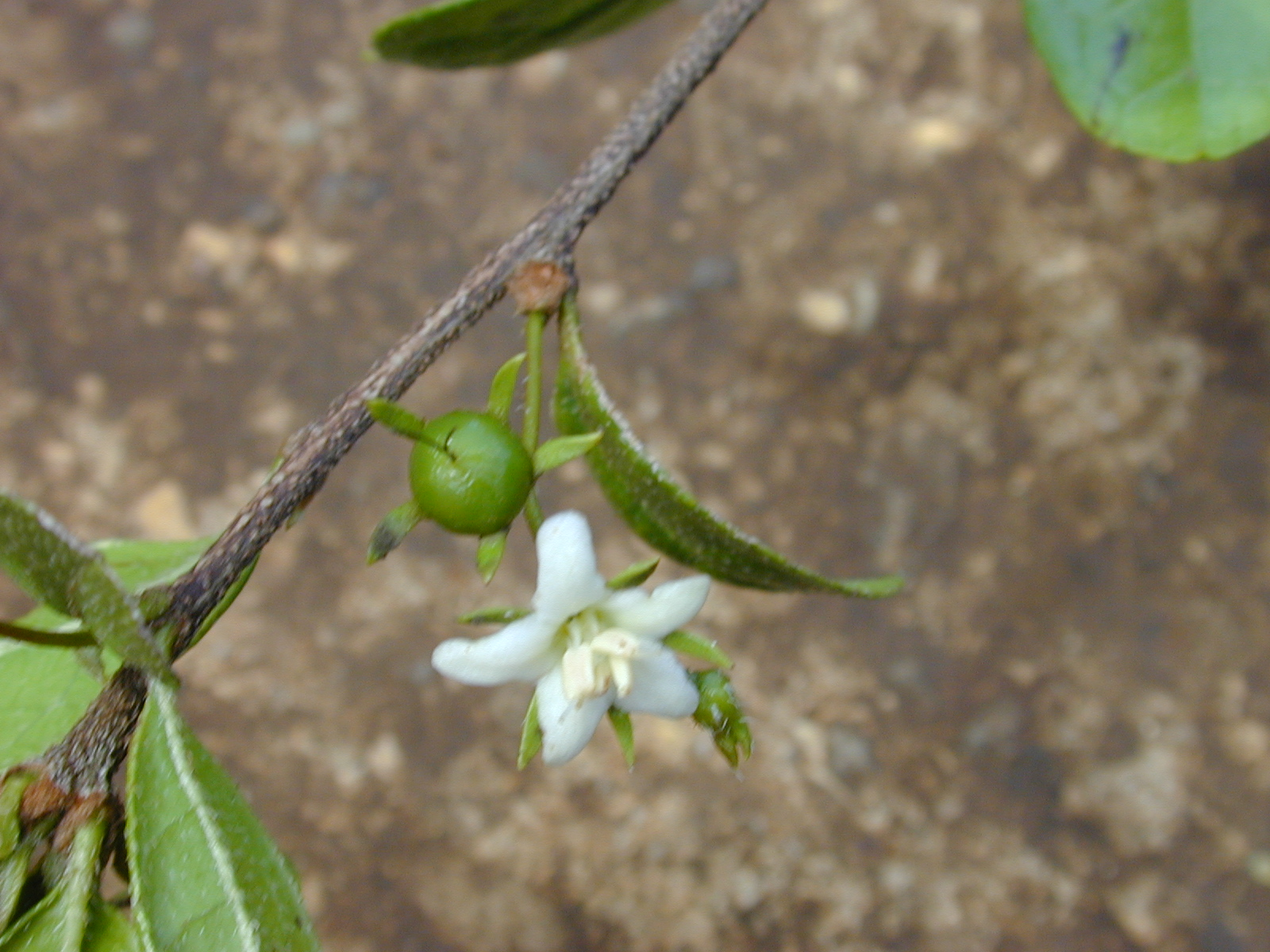
Carmona retusa Masam.

## Algunes publicacions
- 1954a. Flora Kainantensis: A List of Vascular Plants of Taiwan Plant Taxonomic Laboratory, Faculty of Sciences, Taipei National University, Taipei, Taiwan

- 1954b. A new species of Lilium from the Island of Sado. Faculty of Science, Kanazawa University. 2 pp.

- 1953. Flora Kainantensis. Report, O.S. Geological Survey, Pacific Geological Surveys. Ed. The Branch. 28 pàg.

- 1945. Boruneo no shokubutsu hoi. Enumeratio pteridophytarum Bornearum Taihoku Imperial University, Taihoku, Formosa, 124 pp.

- 1942. Boruneo no kenka shokubutsu. Enumeratio phanerogamarum Bornearum Taihoku Imperial University, Taihoku, Formosa

- 1942. Addition to My "Enumeration Phanerogamarum Bornearum

- 1936. Amb Fukuyama, Noriaki Short flora of Formosa; or, An enumeration of higher cryptogamic and phanerogamic plants hitherto known from the island of Formosa and its adjacent islands "Kudoa", Taihoku, Formosa. 410 pp.

- 1934. Floristic and geobotanical studies on the island of Yakusima, province Osumi. Memoirs of the Faculty of Science and Agriculture, Taihoku Imperial University, Vol. 11. 637 pp.

- 1934. On the Phytogeography Od the Ryukyo Archipelago

- 1933. On the Occurrence of Durisilvae in Japan

- 1933. Phytogeographical position of Japan concerning indigenous genera of vascular cryptogamic plants Taihoku Imperial University, Taihoku, Formosa. 314 pp.

- 1933. A List of Orchidaceous Plants Indigenous to Formosa. Tropical Horticulture 3 (1-4) Ed. Taiwan Horticul. Soc. 37 pp.

- 1932. Contribution to our knowledge of the flora of the southern part of Japan Taihoku Imperial University, Formosa

- 1930. Contribution to our knowledge of the flora of the southern part of Japan. Contributions from the Herbarium of Taihoku Imperial University

## Honors

### Eponímia
Espècies (5 + 8 + 2 registres IPNI)
- (Poaceae) Deyeuxia masamunei (Honda) Ohwi[3]

- (Poaceae) Nipponocalamus masamuneanus (Makino) Nakai[4]

- (Poaceae) Sasa masamuneana (Makino) C.S.Chao & Renvoize[5]

- (Woodsiaceae) Athyrium masamunei Seriz.[6]